# Élections européennes de 2009 en Allemagne
Les élections européennes se sont déroulées le dimanche 7 juin 2009 en Allemagne pour désigner les 99 députés européens au Parlement européen, pour la législature 2009-2014. Même après la ratification du traité de Lisbonne, alors que le nombre de députés allemands qui aurait dû passer à 96 députés, est resté fixé à 99 jusqu'à la fin de la législature.

## Sondages
| Parti | Parti                                                           | Précédente élection | 3 avril 2009 Infratest | 22 avril 2009 GESS | 7 mai 2009-07 Infratest | 28 mai 2009 Infratest | 29 mai 2009 FW |
| ----- | --------------------------------------------------------------- | ------------------- | ---------------------- | ------------------ | ----------------------- | --------------------- | -------------- |
|       | Union chrétienne-démocrate+ Union chrétienne-sociale en Bavière | 44,5 %              | 36 % (30+6)            | 39 %               | 37 % (31+6)             | 39 % (33+6)           | 39 %           |
|       | Parti social-démocrate                                          | 21,5 %              | 28 %                   | 27 %               | 28 %                    | 26 %                  | 25 %           |
|       | Les Verts                                                       | 11,9 %              | 13 %                   | 13 %               | 12 %                    | 12 %                  | 10 %           |
|       | Parti libéral-démocrate                                         | 6,1 %               | 10 %                   | 10 %               | 10 %                    | 9 %                   | 10 %           |
|       | Die Linke                                                       | 6,1 %               | 8 %                    | 6 %                | 8 %                     | 7 %                   | 8 %            |
|       | Autres                                                          | 9,8 %               | 5 %                    | 5 %                | 5 %                     | 7 %                   | 8 %            |

## Résultats
| Parti ou coalition       | Parti ou coalition                                                                           | Voix                          | %                | +/-               | Sièges  | +/-           | Groupe    |
| ------------------------ | -------------------------------------------------------------------------------------------- | ----------------------------- | ---------------- | ----------------- | ------- | ------------- | --------- |
|                          | Union CDU/CSU - Union chrétienne-démocrate d'Allemagne - Union chrétienne-sociale en Bavière | 9 968 153 8 071 391 1 896 762 | 37,85 30,65 7,20 | 6,66 · 5,86 · 0,8 | 42 34 8 | 7 · 6 · 1     | PPE       |
|                          | Parti social-démocrate d'Allemagne (SPD)                                                     | 5 472 566                     | 20,78            | 0,74              | 23      | en stagnation | S&D       |
|                          | Alliance 90 / Les Verts (Grünen)                                                             | 3 194 509                     | 12,13            | 0,19              | 14      | 1             | Verts/ALE |
|                          | Parti libéral-démocrate (FDP)                                                                | 2 888 084                     | 10,97            | 4,9               | 12      | 5             | ADLE      |
|                          | Die Linke                                                                                    | 1 969 239                     | 7,48             | 1,36              | 8       | 1             | GUE/NGL   |
|                          | Électeurs libres (FW)                                                                        | 442 579                       | 1,68             | Nv.               | 0       | Nv.           |           |
|                          | Les Républicains (REP)                                                                       | 347 887                       | 1,32             | 0,56              | 0       | en stagnation |           |
|                          | Parti de protection des animaux (Tiersch.)                                                   | 289 694                       | 1,10             | 0,19              | 0       | en stagnation |           |
|                          | Parti des familles d'Allemagne (FAM)                                                         | 252 121                       | 0,96             | 0,08              | 0       | en stagnation |           |
|                          | Parti des pirates (Piraten)                                                                  | 229 464                       | 0,87             | Nv.               | 0       | Nv.           |           |
|                          | Parti des retraités (RENTNER)                                                                | 212 501                       | 0,81             | Nv.               | 0       | Nv.           |           |
|                          | Parti écologiste-démocrate (ÖDP)                                                             | 134 893                       | 0,51             | 0,05              | 0       | en stagnation |           |
|                          | Autres partis                                                                                | 931 754                       | 3,54             | -                 | 0       | en stagnation |           |
|                          |                                                                                              |                               |                  |                   |         |               |           |
| Votes valides            | Votes valides                                                                                | 26 333 444                    | 97,81            |                   |         |               |           |
| Votes blancs et nuls     | Votes blancs et nuls                                                                         | 590 170                       | 2,19             |                   |         |               |           |
| Total                    | Total                                                                                        | 26 923 614                    | 100              | -                 | 99      | en stagnation | -         |
| Abstentions              | Abstentions                                                                                  | 35 299 259                    | 56,73            |                   |         |               |           |
| Inscrits / Participation | Inscrits / Participation                                                                     | 62 222 873                    | 43,27            |                   |         |               |           |

CDU/CSU vote
SPD vote
Green vote
FDP vote
Linke vote
REP vote
Familien-Partei vote
DVP vote

## Différences régionales
| Länder                   | Union  | SPD    | Grünen | FDP    | Linke  | FW    | REP   | Autres |
| ------------------------ | ------ | ------ | ------ | ------ | ------ | ----- | ----- | ------ |
| Länder                   |        |        |        |        |        |       |       |        |
| Anciens Länder (ex-RFA)  | 39,6 % | 21,9 % | 13,2 % | 11,5 % | 3,9 %  | 1,8 % | 1,2 % | 6,8 %  |
| Nouveaux Länder (ex-RDA) | 30,2 % | 15,9 % | 7,3 %  | 8,4 %  | 23,2 % | 1,1 % | 1,8 % | 12,1 % |
| Allemagne                | 37,9 % | 20,8 % | 12,1 % | 11,0 % | 7,5 %  | 1,7 % | 1,3 % | 7,8 %  |